# Jörg Buttgereit
Jörg Buttgereit (ur. 20 grudnia 1963 w Berlinie) – niemiecki reżyser i krytyk filmowy, głównie znany z nakręcenia kontrowersyjnego obrazu pt. Nekromantik, oraz jego kontynuacji Nekromantik 2.

## Filmografia
Reżyser
- Schramm, 1993
- Nekromantik 2, 1991
- Król Śmierci (Der Todesking), 1989
- Corpse Fucking Art, 1987
- Nekromantik, 1987
- Jesus - Der Film, 1986
- Hot Love, 1985
- Horror Heaven, 1984
- Blutige Exzesse im Führerbunker, 1984
- Gollob, Der, 1983
- Mein Papi, 1982
- Captain Berlin, 1982
- Ogar der Häßliche, 1981
- Manne - the Muvi, 1981
- Der Explodierende Turnschuh, 1980